# ブレダM35 20mm機関砲
ブレダM35 20mm機関砲（イタリア語: Breda 20/65 Mod. 1935、正式名称Cannone-Mitragliera da 20/65 modello 35 (Breda)）とは、イタリア王国のブレダ社が1932年に開発した対空機関砲である。
20mm砲弾は12発入りの保弾板にまとめられており、射撃後の空薬莢は再び保弾板にセットされて排出される。尚、同じイタリア製のブレダM37重機関銃にも同様の機構が備えられている。

## 実戦
スペイン内戦においてフランシスコ・フランコ率いる反乱軍の支援に派遣されたイタリア軍部隊が運用し、対空のみならず共和国側のT-26軽戦車や装甲車への攻撃にも使用した。北アフリカ戦線や東部戦線（イタリア・ロシア戦域軍）でも広く使われたほか、イタリア無条件降伏後も連合側のバドリオ政権軍と枢軸側に留まるイタリア社会共和国軍の双方が使用した。スペイン内戦後には、L6/40軽戦車やAB41装甲車の砲塔に主兵装として搭載されている他、AS 42装甲車などの軽装甲車両やトラックなどの非装甲車両にも好んで搭載された。
ドイツ国防軍においても、自軍の2 cm Flak 30 / 38と弾薬が共通なこともあって、北アフリカやロシアなどでは好んで使用され、イタリア戦線では鹵獲したものを運用している。
中華民国の国民革命軍にも輸出されており、日中戦争においては大日本帝国陸軍との交戦で使用された。
フィンランド国防軍も冬戦争の際にブレダM35を急遽導入したが、独ソ不可侵条約の秘密議定書に基づいたドイツの妨害によって配備が冬戦争終結に間に合わなかったため、継続戦争において用いられた。
さらに、連合国であるイギリスやオーストラリアも、北アフリカにおける反攻作戦「コンパス作戦」において鹵獲したブレダM35機関砲を運用、長距離砂漠挺身隊（LRDG）でもトラックの荷台に載せて使用している。またイギリス海軍やオーストラリア海軍の艦艇にも対空兵装強化のため鹵獲した本砲が乗せられていた例がある。

## 運用国

### 現用
- エクアドル - 2024年時点で、エクアドル陸軍が28基のM35を保有[2]。

## ギャラリー

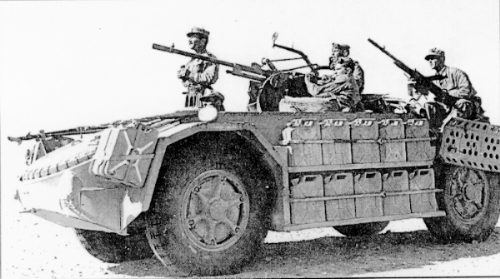
ブレダM35機関砲を搭載したAS 42装甲車（英語版）。 車体後部には、ブレダM37重機関銃を搭載している。
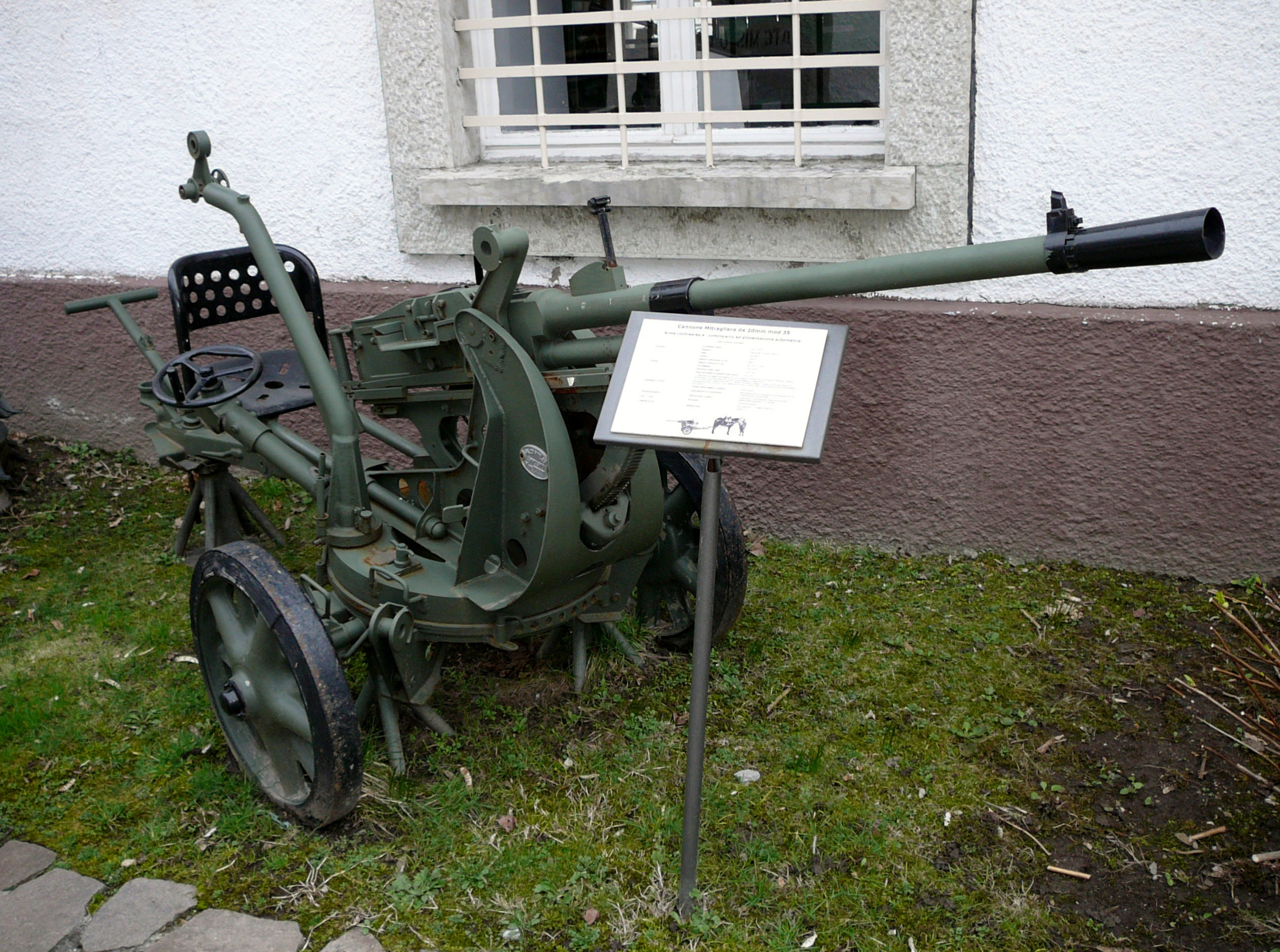
牽引状態のブレダM35機関砲。 砲架の下部にある車輪は、射撃準備時に取り外す。